# Акжазык
Акжазык (каз. Ақжазық) — село в Панфиловском районе Жетысуской области Казахстана. Входит в состав Коктальского сельского округа. Код КАТО — 195639200.

## Население
В 1999 году население села составляло 1658 человек (824 мужчины и 834 женщины). По данным переписи 2009 года, в селе проживали 1624 человека (794 мужчины и 830 женщин).